# Hongrie aux Jeux olympiques d'hiver de 1968
Cet article contient des informations sur la participation et les résultats de la Hongrie aux Jeux olympiques d'hiver de 1968, qui ont eu lieu à Grenoble en France. 

## Résultats

### Patinage artistique

#### Hommes
| Athlète    | FI | PL | Points | Places | Rang |
| ---------- | -- | -- | ------ | ------ | ---- |
| Jenö Ebert | 17 | 24 | 1595,4 | 180    | 19   |

#### Femmes
| Athlète        | FI | PL | Points | Places | Rang |
| -------------- | -- | -- | ------ | ------ | ---- |
| Zsuzsa Almássy | 6  | 8  | 1757,0 | 57     | 6    |

### Patinage de vitesse

#### Hommes
| Épreuve  | Athlète        | Course        | Course |
| Épreuve  | Athlète        | Temps         | Rang   |
| -------- | -------------- | ------------- | ------ |
| 500 m    | György Martos  | 43 s 0        | 38     |
| 500 m    | Mihály Martos  | 42 s 5        | 31     |
| 1 500 m  | Mihály Martos  | 2 min 15 s 8  | 45     |
| 1 500 m  | György Ivánkai | 2 min 12 s 6  | 29     |
| 1 500 m  | György Martos  | 2 min 12 s 2  | 27     |
| 5 000 m  | György Ivánkai | 8 min 07 s 5  | 31     |
| 10 000 m | György Ivánkai | 17 min 36 s 2 | 27     |

### Saut à ski
| Athlète       | Épreuve         | Saut 1         | Saut 1 | Saut 2         | Saut 2 | Total  | Total |
| Athlète       | Épreuve         | Distance       | Points | Distance       | Points | Points | Rang  |
| ------------- | --------------- | -------------- | ------ | -------------- | ------ | ------ | ----- |
| Mihály Gellér | Tremplin normal | 64,0 m (tombé) | 45,2   | 67,5 m         | 83,8   | 129,0  | 58    |
| László Gellér | Tremplin normal | 73,0 m         | 98,6   | 69,5 m         | 91,0   | 189,6  | 34    |
| Mihály Gellér | Grand tremplin  | 85,5 m         | 80,6   | 92,0 m (tombé) | 57,2   | 137,8  | 56    |
| László Gellér | Grand tremplin  | 95,0 m         | 98,9   | 90,0 m         | 92,4   | 191,3  | 19    |

### Ski de fond

#### Hommes
| Épreuve | Athlète       | Course            | Course |
| Épreuve | Athlète       | Temps             | Rang   |
| ------- | ------------- | ----------------- | ------ |
| 15 km   | Miklós Holló  | 58 min 37 s 2     | 64     |
| 15 km   | Tibor Holéczy | 53 min 35 s 9     | 49     |
| 30 km   | Miklós Holló  | 1 h 53 min 41 s 1 | 59     |
| 30 km   | Tibor Holéczy | 1 h 51 min 42 s 0 | 57     |
| 50 km   | Miklós Holló  | 2 h 51 min 24 s 1 | 45     |
| 50 km   | Tibor Holéczy | 2 h 45 min 38 s 0 | 42     |

#### Femmes
| Épreuve | Athlète    | Course        | Course |
| Épreuve | Athlète    | Temps         | Rang   |
| ------- | ---------- | ------------- | ------ |
| 5 km    | Éva Balázs | 18 min 05 s 8 | 27     |
| 10 km   | Éva Balázs | 40 min 58 s 3 | 24     |

## Référence
- (en) Cet article est partiellement ou en totalité issu de l’article de Wikipédia en anglais intitulé « Hungary at the 1968 Winter Olympics » (voir la liste des auteurs).